# Batallón Cívico de Artillería Naval
El Batallón Cívico de Artillería Naval también conocido como Navales fue un cuerpo de la Guardia Nacional (Chile) creado en el año 1864 y compuesto principalmente por integrantes del gremio de fleteros y lancheros de cabotaje de Valparaíso y que fue enrolado al ejército durante la Guerra hispano-sudamericana y la Guerra del Pacífico. 
Tuvo una activa participación en la Guerra contra Perú y Bolivia en las campañas de Tarapacá, Campaña de Tacna y Arica y en la Campaña de Lima
El uniforme de este batallón era de quepis y casaca azules y pantalón gris; los oficiales visten uniforme naval.
Inicialmente debía prepararse para el servicio de la artillería costera, de donde proviene su nombre. 
No debe ser confundido con el Batallón, luego Regimiento de Artillería Naval que pertenecía a la Armada de Chile.